# موستون، غرب چشر و چستر
موستون (به انگلیسی: Moston) یک روستا و محله مدنی در بریتانیا است که در چشر غربی و چستر واقع شده‌است. موستون ۶۴۲ نفر جمعیت دارد.